# آستو ایندو
آستو ایندو (اسپانیایی: Astou Ndour‎؛ زادهٔ ۲۲ اوت ۱۹۹۴) بازیکن بسکتبال اهل اسپانیا است.
وی در مسابقات کشوری و بین‌المللی در مجموع برندهٔ ۱ مدال طلا، ۱ مدال نقره، ۲ مدال برنز شده‌است.